# Schwabenkopf
De Schwabenkopf is een 3378 meter hoge bergtop in de Kaunergrat in de Ötztaler Alpen in het Oostenrijkse Tirol.
De eerste beklimming van de berg werd in 1892 ondernomen door Theodor Petersen, samen met de uit het Kaunertal afkomstige gidsen J. Praxmarer en J. Penz. Nabij de top van de berg bevinden zich de Verpeilhütte en de Kaunergrathütte.
De naam van de berg is vermoedelijk afkomstig van de zogenaamde Schwabenkinder. Een groot aantal kinderen uit de aangrenzende dalen Kaunertal en Pitztal vertrokken vroeger als goedkope arbeidskrachten naar Zwaben om daar gedurende de zomermaanden te werken en zo een kleine bijdrage te leveren aan de veelal arme huishoudens in de dalen.